# Hermanos Angulo

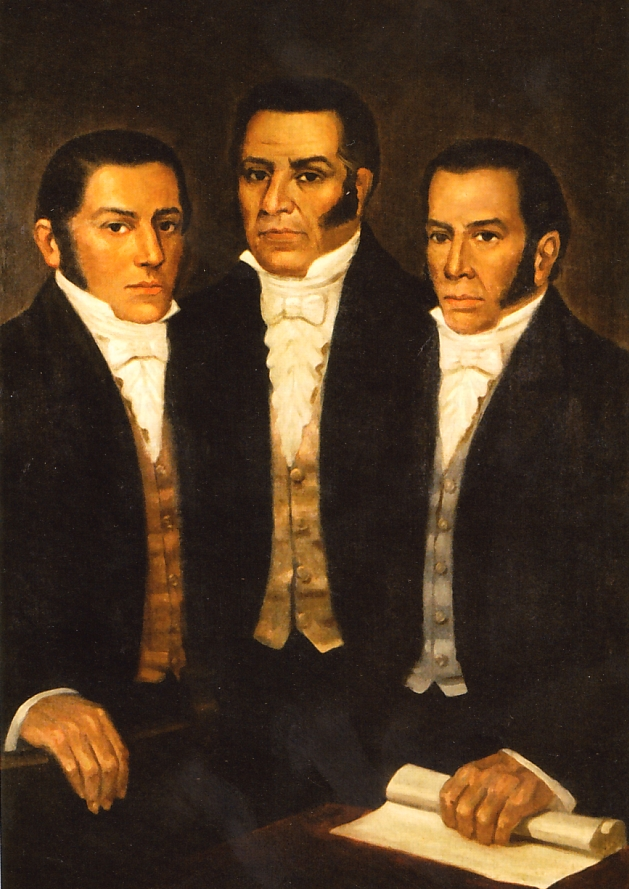
Los hermanos José, Vicente y Mariano Angulo, líderes de la revolución del Cuzco de 1814.

Los hermanos Angulo fueron próceres de la Independencia del Perú. Eran apurimeños, territorio que entonces pertenecía a Cusco, por lo que también se les considera cusqueños. Fueron hijos del matrimonio de Francisco Angulo con Melchora Torres, desconociéndose la fecha exacta del natalicio de cada uno. Eran cuatro en total: José (minero, agricultor y capitán del Regimiento de Abancay), Vicente (agricultor, comerciante y oficial del Ejército Realista del Perú), Mariano (comerciante y oficial de milicias) y Juan (clérigo). Los tres primeros encabezaron la Rebelión del Cusco de 1814, junto con Mateo Pumacahua y otros líderes patriotas. José Angulo asumió el título de Capitán General de las Armas de la Patria, es decir, el cargo militar de más alto rango de la revolución. Vicente Angulo fue investido con el grado de brigadier y acompañó a Pumacahua en la expedición hacia Arequipa, siendo el artífice del triunfo patriota en La Apacheta. Mariano Angulo asumió la comandancia general del Cuzco con el grado de coronel y marchó a apoyar la expedición hacia Huamanga. Mientras que Juan Angulo, que era religioso, ofició de consejero y posiblemente de secretario de José. Derrotada la revolución y capturados los hermanos José, Vicente y Mariano, estos fueron sometidos a juicio sumario y condenados a muerte, pena que se cumplió en el Cuzco el 29 de mayo de 1815. Por su parte, Juan fue enviado a España, donde fue encerrado en la Cárcel de Corte en Madrid. A continuación se desglosa una breve biografía de cada uno de los cuatro hermanos:

## José Angulo

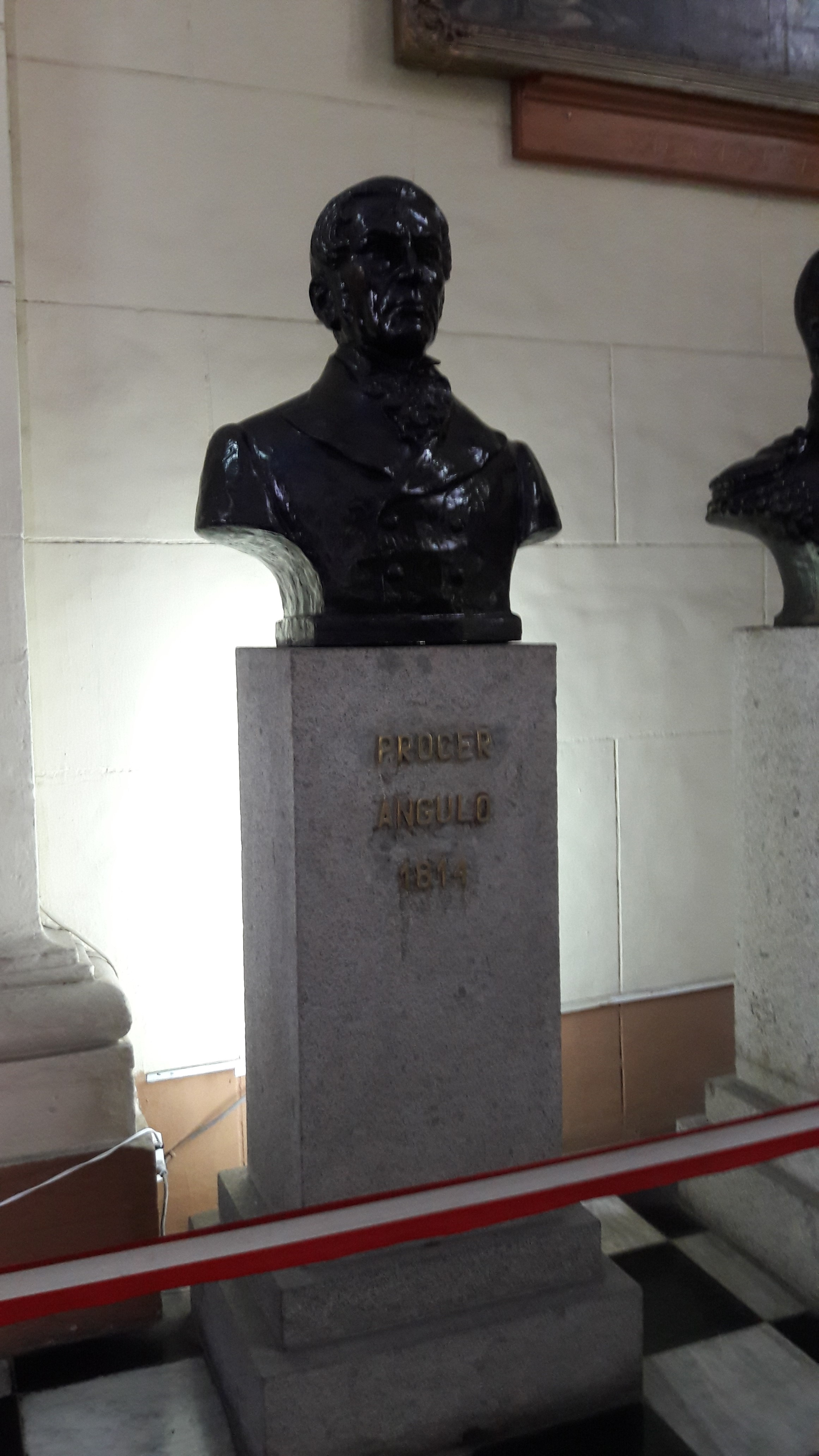
Efigie de José Angulo en el Panteón de los Próceres en Lima.

Empezó como minero en Tarapacá. Se casó con María Asencia Tapia de Mendoza, el 7 de enero de 1790 y optó por dedicarse a las labores agrícolas en las cercanías del Cusco. En 1798 aplicó la dote de su esposa en adquirir mediante censo el cañaveral de Chitabamba situado en el partido de Abancay, pero al no contar con recursos económicos para hacerla rendir lucrativamente, lo traspasó a su hermano Vicente el 30 de septiembre de 1808. Preocupado por la explotación de los indígenas a manos de los coloniales, y por las corrientes ideológicas ligadas al fidelismo y a la revolución rioplatense, frecuentó las reuniones que los patriotas cusqueños organizaban en la ciudad. Fue uno de los promotores del movimiento que exigió la promulgación de la Constitución de 1812, el 5 de noviembre de 1813, por lo que fue apresado, pero logró que se le permitiese salir por las noches, de modo que continuó reuniéndose con los patriotas, llegando a tomar la dirección de los planes conspirativos. La revolución estalló en el Cuzco en la madrugada del 3 de agosto de 1814. Se instaló una junta de gobierno conformada por el brigadier Mateo Pumacahua, el coronel realista Domingo Luis Astete y el teniente coronel Juan Tomás Moscoso. El mismo José Angulo asumió el título de Capitán General de las Armas de la Patria, asignándose una guardia de doce alabarderos. Inicialmente, escribió con mesura al virrey Abascal haciéndole saber que la revolución era solo una protesta contra los abusos de las autoridades locales, pero luego declaró altivamente que aspiraba a sacudir el yugo español y libertar al país. Dividió sus fuerzas en tres expediciones militares para extender la revolución en todo el Perú:
- La primera, dirigida por el brigadier Pumacahua y su hermano Vicente Angulo, la cual marchó hacia Arequipa;
- La segunda, al mando del coronel Juan Manuel Pinelo y el sacerdote Ildefonso de las Muñecas, que marchó hacia Puno y La Paz; y
- La tercera, comandada por Manuel Hurtado de Mendoza y el sacerdote José Gabriel Béjar, que se dirigió hacia Huamanga.

La sorpresa inicial hizo que estas tres expediciones iniciaran triunfantes sus operaciones; pero la disciplina del ejército realista pronto se impuso sobre el entusiasmo y la improvisación de los patriotas. La realistas derrotaron a estos en la batalla de Umachiri el 11 de marzo de 1815 y en otras acciones. El cabildo cusqueño inició entonces una reacción contra los revolucionarios, el 20 de marzo. José Angulo se vio obligado a huir del Cusco, pero fue capturado en Zurite por los mismos pobladores. Tras un sumario juicio, fue ejecutado en el Cuzco el 29 de mayo, junto con sus hermanos Vicente y Mariano.

## Vicente Angulo
Dedicado a las labores agrícolas, su hermano José le traspaso su cañaveral de Chitabamba, en 1808, y para desarrollar sus sembrados, lo ofreció como garantía de los préstamos que contrató con el Convento de Santo Domingo el 1 de diciembre de 1809, y el Convento de Santa Catalina de Siena del Cusco el 5 de junio de 1811, por 2.000 y 6.000 pesos respectivamente. Por entonces se enroló en el ejército realista para luchar contra las fuerzas argentinas que invadieron el Alto Perú. Ascendió a teniente, siendo comisionado a custodiar a tres prisioneros a Lima en 1812. De vuelta en el Cuzco el 24 de abril de 1813, participó activamente en las reuniones que los patriotas organizaban para planear una revolución y en las cuales participaban sus hermanos José y Mariano. Denunciado el 5 de octubre y luego el 5 de noviembre, fue apresado y puesto en libertad bajo fianza, pero cuando estalló la revolución cuzqueña, participó activamente en ella. Se le reconoció el grado de brigadier y acompañó al también brigadier Mateo Pumacahua en la expedición a Arequipa. El 9 de noviembre de 1814 venció en la batalla de La Apacheta a las fuerzas realistas dirigidas por el intendente José Gabriel Moscoso y el mariscal Francisco Picoaga, luego de lo cual ocupó Arequipa, donde intentó organizar un gobierno local. Pero pronto debió ordenar la retirada debido a la aproximación del ejército del general realista Juan Ramírez. Ambas fuerzas antagonistas se avistaron en Apo el 5 de diciembre, pero por lo pronto prefirieron evitar un encuentro. Ramírez consolidó la posesión en Arequipa y dio un descanso a sus fuerzas. Los realistas contaban con fuerzas bien equipadas y disciplinadas, en número de 1200, mientras que los patriotas, si bien eran más numerosos, solo unos 600 de ellos tenían armas de fuego; el resto combatía con lanzas, hondas y picas. Reanudada la lucha, se trabó la batalla de Umachiri, el 11 de marzo de 1815. Las fuerzas patriotas de Pumacahua y Vicente Angulo fueron derrotadas. Vicente fue apresado y conducido al Cusco, donde fue sometido a juicio sumario y condenado a muerte, junto con sus hermanos Mariano y José.

## Mariano Angulo
Se inició en la administración pública como subdelegado del partido de Abancay (una de las subdivisiones políticas de la Intendencia del Cusco). Luego se dedicó al comercio en el Cusco  y se hizo cargo del fundo Simataucca, en Chinchero, que le cedió a censo Petronila Durán de Quintanilla. Al estallar la revolución de 1814, se hizo cargo de la comandancia del cuartel general del Cusco, con el grado de coronel. El 30 de noviembre del mismo año encabezó el asalto a la casa del también coronel Domingo Luis Astete, miembro de la junta revolucionaria, pero que evidentemente estaba a favor de los españoles. Al frente de fuerzas revolucionarias se dirigió hacia Abancay el 15 de febrero de 1815, para unirse, como mayor de caballería, a las fuerzas patriotas de Manuel Hurtado de Mendoza y el cura José Gabriel Béjar que operaban en Huamanga, pero conocida la derrota de Pumacahua y Vicente Angulo en Umachiri (Puno), surgió el desaliento entre las tropas patriotas. Se produjo entonces la traición de uno de los jefes patriotas, José Manuel Romano, alias Pucatoro (toro rojo), que promovió una trifulca en la que asesinó a Hurtado de Mendoza, luego de lo cual se entregó a los realistas con todas sus fuerzas. Mariano Angulo logró huir, pero fue apresado junto con sus hermanos y enviado al Cusco, siendo sometido a un proceso sumario. Todos ellos fueron condenados a muerte, pena que se cumplió en el Cusco el 29 de mayo de 1815.

## Juan Angulo
Estudió en el Seminario de San Antonio Abad del Cuzco, y luego de recibir el diaconado el 18 de septiembre de 1802, sirvió en las parroquias de Belén y Santiago, y fue ecónomo en las doctrinas de Alca y Quiaca. Consagrado como presbítero hacia 1808, fue destinado a la parroquia de Pampamarca, a cuyo templo ornamentó y puso techo, de su propio peculio. Hallábase en el curato de Lares, cuando estalló la Revolución del Cuzco de 1814. Enterado de este suceso, se trasladó inmediatamente al Cuzco para acompañar a sus hermanos Mariano, Vicente y José, caudillos de dicha revolución. Estuvo al lado de José, el mismo que se había autoproclamado Capitán General, llegando sin duda a ser su consejero y posiblemente redactó los documentos que tienen la firma del mismo. Derrotada la revolución y ajusticiados sus hermanos el 29 de mayo de 1815, fue capturado y encerrado en prisión. Sometido a juicio, los jueces se limitaron a tomarle declaración y no lo acusaron formalmente. Solamente por el abandono de su parroquia y por haber acompañado a su hermano José, fue condenado a un año de ejercicios espirituales en Trujillo (ciudad del norte del Perú), y a pagar una multa de 2.000 pesos. De todos modos, el general realista Juan Ramírez lo envió a Lima, donde el virrey Abascal ordenó que fuera embarcado rumbo a España. Al llegar a Cádiz fue recluido en el castillo de San Sebastián y a pedido del consejo real, fue finalmente trasladado a Madrid, pasando a la Cárcel de Corte.